# António Osório
António Osório, nascido António Gabriel Maranca Osório de Castro (Setúbal, 1 de agosto de 1933 – 18 de novembro de 2021), foi um escritor e poeta português, com antepassados galegos e italianos (com raízes corsas e florentinas).

## Biografia
Filho de pai português e de mãe italiana, o seu pai era sobrinho paterno da escritora Ana de Castro Osório.
Licenciado em Direito pela Faculdade de Direito da Universidade de Lisboa (1956).
Era o poeta do amor e da fulguração, dos afectos e dos silêncios, embora tivesse começado a escrever em 1954, como colaborador da revista Anteu, apenas na década de 1970 começa a publicar a sua poesia em livros. Colaborou com Manuel Cargaleiro, Júlio Pomar e Pedro Cabrita Reis, que ilustraram algumas das suas obras. Dirigiu, com José Bento, um suplemento de poesia no Jornal de Letras e Artes.
Poeta e advogado em Lisboa, foi, na Ordem dos Advogados, vogal do conselho distrital de Lisboa, vogal e vice-presidente do conselho geral (1978-1980), vogal do conselho superior (1981-1983), Bastonário (1984-1986) e diretor da Biblioteca da Ordem dos Advogados (1995-2002). Foi administrador da Comissão Portuguesa da Fundação Europeia da Cultura e presidente da Associação Portuguesa para o Direito do Ambiente (1994-1996), qualidade na qual fundou e dirigiu a Revista de Direito do Ambiente e do Ordenamento do Território (1995-2002). A partir de 1998, foi diretor da revista Foro das Letras, editada pela Associação Portuguesa de Escritores-Juristas. Foi, entre 4 de março de 1999 até à sua morte, sócio correspondente nacional, na Classe de Letras, na 1.ª Secção – Literatura e Estudos Literários, da Academia das Ciências de Lisboa. 
Em 1980, foi escolhido pelo governo de Portugal para representante na Convenção da Haia e, em 1985, para árbitro do Centro Internacional para a Arbitragem de Disputas sobre Investimentos. Em 1985, fundou o Instituto Jurídico Franco-Ibérico de Bordéus, em França. Entre 1988 e 2001, foi administrador da Associação Internacional de Juristas de Língua Italiana, que fundou. Em 2003, foi nomeado Presidente da Delegação Portuguesa do Tribunal Europeu de Arbitragem, em Estrasburgo (França).
Era membro do Instituto de Direito Comparado Luso-Brasileiro, no Rio de Janeiro (Brasil), e da Conférence des Grands Barreaux d'Europe.
Morreu a 18 de novembro de 2021.

## Obras
- A Raiz Afectuosa (1972)
- A Mitologia Fadista (1974)
- A Ignorância da Morte (1978)
- O lugar do Amor (1981)
- Décima Aurora (1982)
- Adão, Eva e o mais (1983), com ilustração de Manuel Cargaleiro
- Planetário e Zoo dos Homens (1990)
- Inquirição=Enquete (1991), com ilustração de Pedro Cabrita Reis
- Ofício dos touros (1991), com ilustração de Júlio Pomar
- Casa das Sementes (2006)
- A Luz Fraterna (2009)